# Лещиновка (Кобелякский район)
Лещиновка (укр. Ліщинівка) — село,
Куновский сельский совет,
Кобелякский район,
Полтавская область,
Украина.
Код КОАТУУ — 5321884407. Население по переписи 2001 года составляло 510 человек.

## Географическое положение
Село Лещиновка находится на правом берегу реки Ворскла,
выше по течению на расстоянии в 1 км расположено село Гали-Горбатки,
ниже по течению на расстоянии в 0,5 км расположено село Куновка,
на противоположном берегу — село Комаровка.

## Экономика
- Лещиновский психоневрологический дом-интернат.